# 埃爾科萊二世·埃斯特
埃爾科萊二世·埃斯特（義大利語：Ercole II d'Este，1508年4月5日—1559年10月3日），費拉拉公爵、摩德納和雷焦公爵，1534年至1559年在位。

## 家庭
1528年，埃爾科萊與法蘭西的芮內結婚，兩人共有2子3女：
1. 安娜（英语：Anna d'Este）（1531年—1607年），吉斯公爵夫人
2. 阿方索（1533年—1597年），費拉拉公爵
3. 盧克蕾齊亞（英语：Lucrezia d'Este (1535–1598)）（1535年—1598年），烏爾比諾公爵夫人
4. 艾蕾諾拉（英语：Eleonora d'Este (1537–1581)）（1537年—1581年）
5. 路易吉（英语：Luigi d'Este）（1538年—1586年），樞機